# Hastati

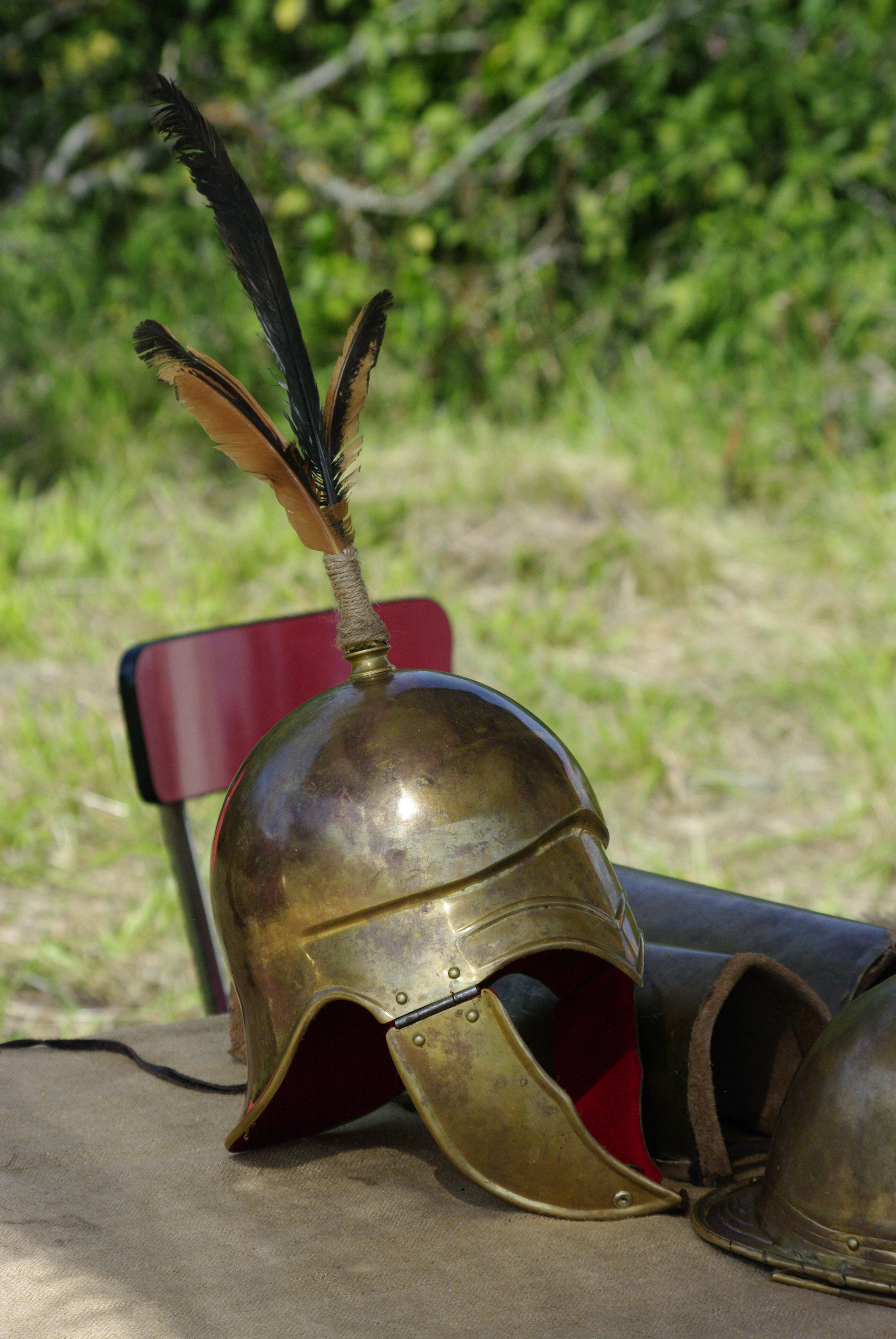
Coif hastat

Hastatii (singular Hastatus; în română Hastați) au fost o clasă de infanterie în armatele de la începutul Republicii Romane, care inițial au luptat ca lăncieri, și mai târziu ca spadasini. Acești soldați au format unități regulate după ce Roma cucerise teritoriile etrusce.
Inițial hastații au fost unii dintre cei mai săraci oameni din legiunea, și-și puteau permite doar echipament și utilaj modest. Senatul a suplinit acești soldați, doar cu o sabie scurtă de înjunghiere, gladius și scuturi pătrate, distinctive. Soldatul hastat a fost de obicei echipat cu acestea, de asemenea înainte de apropierea inamicului (în timpul luptei) arunca o suliță din fier moale, numită pilum. Aceasta dubla eficacitatea lor, încă un avantaj era prezența unui lider puternic în fiecare cohortă.
Mai târziu, în hastati au fost mobilizați bărbații mai tineri, mai degrabă decât doar cei mai săraci, cu toate că cei mai mulți oameni de vârsta lor erau relativ săraci. Poziția lor de obicei, a fost prima linie de luptă. Aceștia luptau într-o formațiune de quincunx, fiind susținuți de trupele ușoare. Inamicului îi era permis să pătrundă (dacă reușea) în prima linie de luptă constând din hastati, după care de inamic se ocupau, Principes, soldați căliți și experimentați. Hastatii au fost în cele din demobilizați după reformele lui Marius din 107 î.Hr..